# Kaple svatého Leonarda (Háj u Duchcova)
Kaple Panny Marie a svatého Leonarda Noblatského (sv. Linharta) v Háji u Duchcova je neoklasicistní kaplička stojící při pravé straně polní cesty, která spojuje obec Háj u Duchcova s městem Osek. Nachází se západním směrem od Háje u Duchcova asi 300 metrů směrem k Oseku.

## Historie kaple
Kapli postavil místní sedlák Josef Beck, jako prosebnou kapli zasvěcenou patronu hovězího dobytka sv. Linhartovi na odvrácení dobytčího moru, který postihl kraj v roce 1842. Podobu, kterou má kaple dodnes získala v roce 1843. Kaple byla 2. března 1907 prodána důlní společnosti Brusner. V roce 1940 se dostává do německých rukou a v roce 1947 ji vykupuje Mostecká uhelná společnost. K rekonstrukci kaple dochází v roce 2007 pracovníky údržby obce Háj u Duchova, kdy je jedinou dochovanou církevní památkou v obci. Interiér kaple byl vymalován panem Lucákem z Oseka, dřevěný kříž ve štítu zhotovil Jiří Fujan z Domaslavic. Střešní šindele pocházejí z hradu Krupka. Osecký cisterciácký řeholník P. Charbel Schubert O.Cist. daroval kapli sochu Santa Maria Rosa Mystica, která je umístěna uvnitř kaple. Po opravě byla kaple, která je ve vlastnictví obce, slavnostně vysvěcena 14. října 2007.

## Architektura
Jedná se o drobnou sakrální stavbu půlkruhového půdorysu. Její průčelní stěna je hladká, na nárožích členěná hladkým pilastrem s římsovou profilovou hlavicí, která nese nízké kladí. Na toto kladí navazuje trojúhelníkový štít s profilovaným rámem. Na vrcholu štítu je umístěn jednoduchý dřevěný kříž. Střecha kaple je kryta šindelem. Ve východní vstupní ose je prolomen valený vstup přístupný jedním schodovým stupněm. Nad tímto schodovým stupněm se nachází pískovcový klenák s vročením stavby opatřený římskými číslicemi MDCCCXLIII (1843).

## Galerie

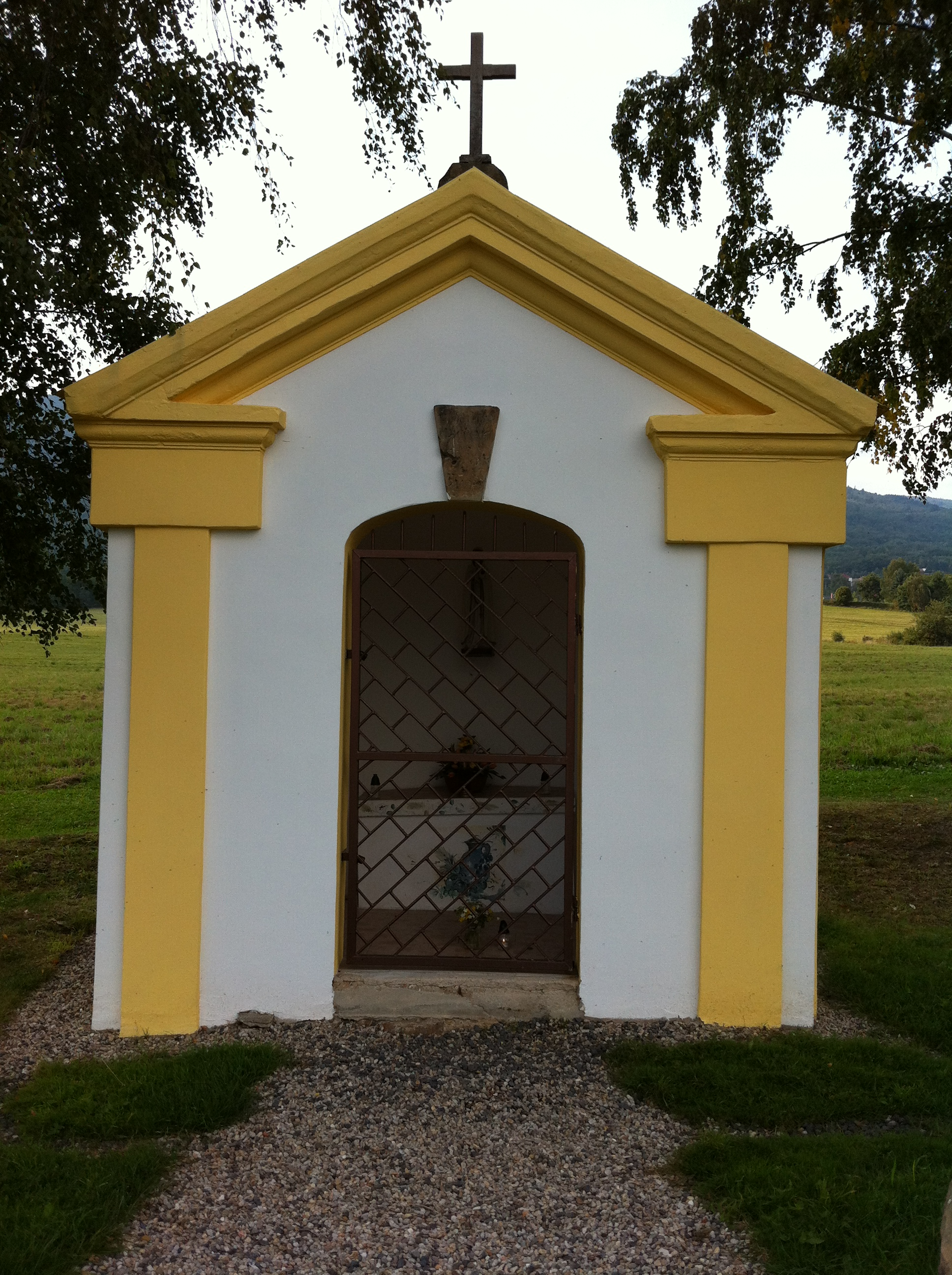
Průčelí kaple
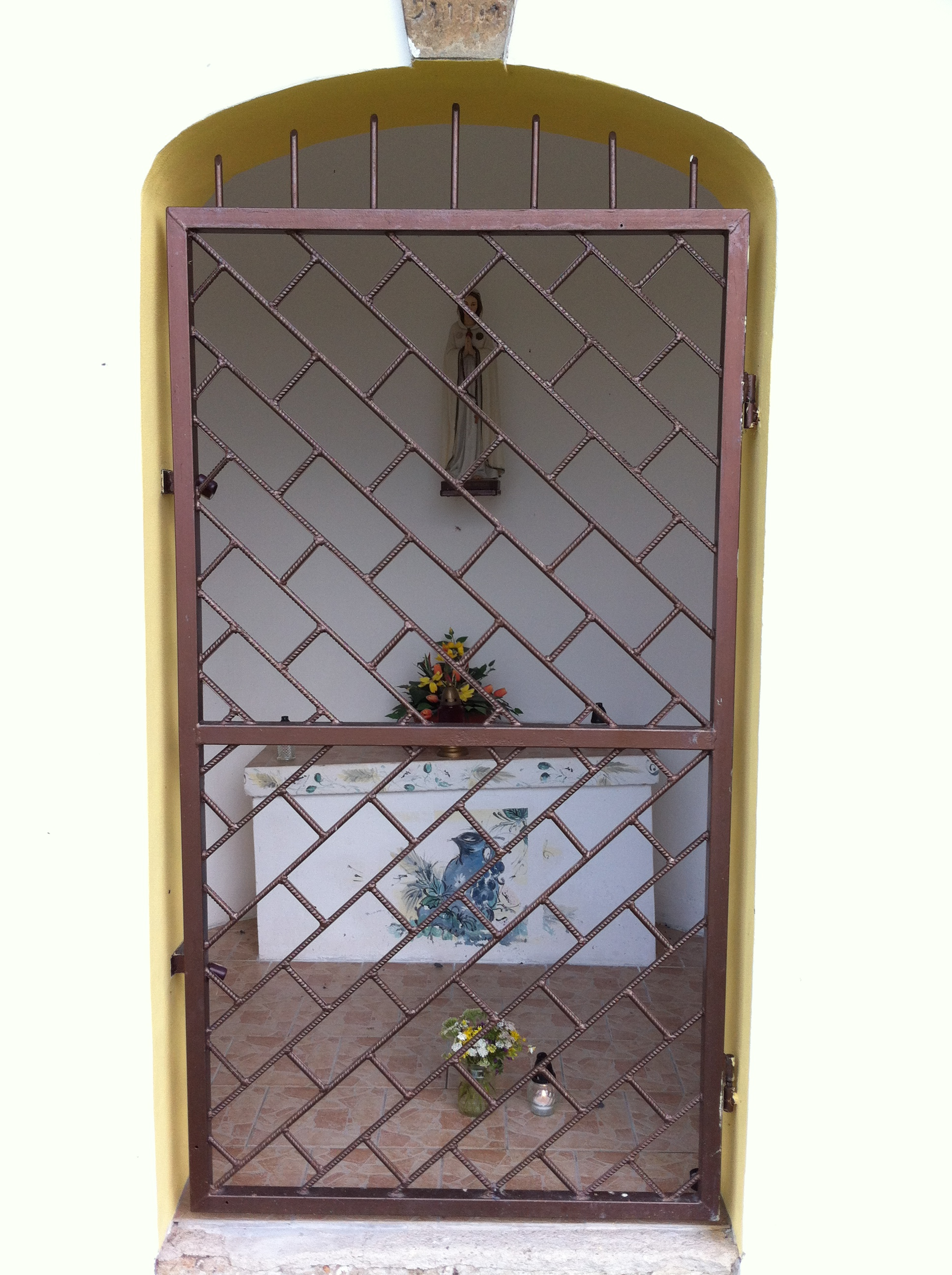
Interiér kaple
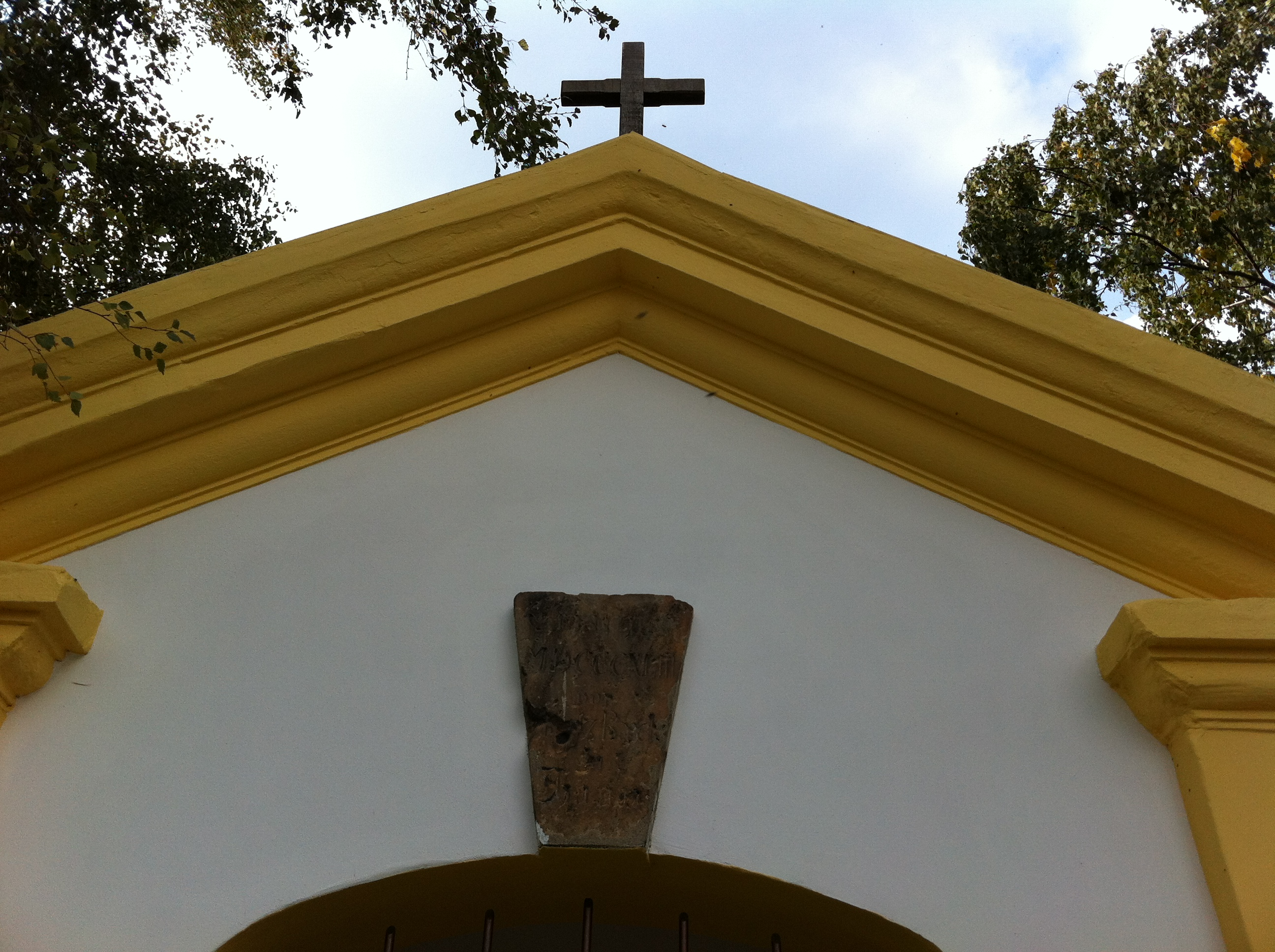
Štít kaple